# Multiply (nummer)
Multiply is een nummer van de Britse zanger Jamie Lidell uit 2006. Het nummer is afkomstig van Lidells gelijknamige album Multiply.
Multiply is in de stijl van de soulmuziek uit de jaren 60. Het nummer werd gebruikt in de Amerikaanse serie Grey's Anatomy, en staat ook op de tweede soundtrack van die serie. Multiply werd enkel in Nederland een hit, waar het de 37e positie haalde in de Top 40.